# 바라지 (토목시설)

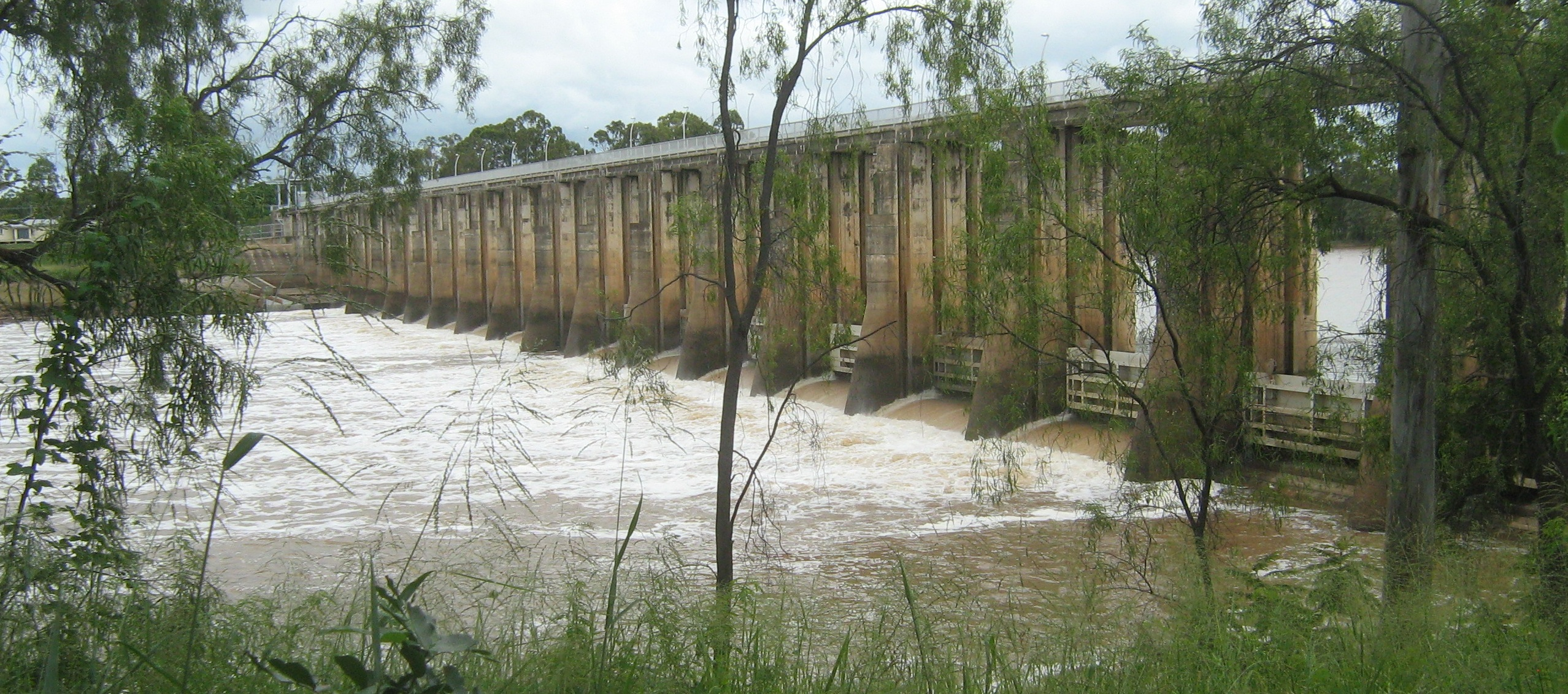
바라지(barrage)

바라지(barrage)는 수위 및 상류측 흐름을 제어해서 물을 수로에 취수하기 위하여 하천을 횡단하는 구조물이다. 이것은 전 연장에 걸쳐 게이트를 설치하고, 턱이 높지 않아 보(洑)와 구별된다.

## 같이 보기
- 보 (수리 시설)
- 서해갑문 (남포)